# Kyliks Apollina
Kyliks Apollina – kyliks białogruntowany z 480 roku p.n.e., z przedstawieniem Apolla, znajdujący się w zbiorach Muzeum Archeologicznego w Delfach.
Naczynie zostało wykonane ok. 480 roku p.n.e. w technice białogruntowanej przez nieznanego artystę, utożsamianego przez niektórych badaczy z Malarzem Berlińskim .  

## Opis
W wewnętrznym medalionie zawarto przedstawienie Apollina siedzącego na prostym stołku (difros) o składanych nogach dekoracyjnie zakończonych łapami lwa. Bóstwo odziane jest w biały chiton bez rękawów, spięty na ramionach zapinkami, i w narzucony na niego czerwony himation okrywający częściowo tułów i nogi . Jego jasnowłosą głowę zdobi złoty wieniec z mirtu . Bóg ukazany jest w trakcie rytuału libacji, wylewający wino z obrzędowej fiale. W lewej ręce trzyma siedmiostrunową lirę ze skorupy żółwia. Naprzeciw, z lewej strony siedzi spoglądający na niego kruk . Zewnętrzna strona naczynia jest w całości czarnopokostowana.  
Scena może nawiązywać do mitu o córce króla Lapitów Flegiasa – Koronis, w której kochał się Apollo, a której imię pochodzi od greckiego korōne, co oznacza kruka. Inne interpretacje wskazują na kruka jako ptaka o zdolnościach proroczych , będącego uznanym przez Greków atrybutem Apollina.  
Ukazanie barwnych postaci na białym tle było techniką charakterystyczną dla malarstwa wazowego Attyki w V wieku p.n.e. 
Naczynie zostało znalezione w grobie w Delfach, należy do zbiorów miejscowego Muzeum Archeologicznego .